# ブレインストーム (バンド)
ブレインストーム（Brainstorm）は、ドイツの5人組ヘヴィメタル・バンド。初期はメロディックスピードメタルだったが、Symphorce（シンフォース）のシンガー、アンディ・フランクの加入以降、パワーメタルへと路線を変更した。

## メンバー

### 現メンバー
- Dieter Bernert - ドラムス
- Torsten Ihlenfeld - ギター、バッキングボーカル
- Milan Loncaric - ギター、バッキングボーカル
- Andy B. Franck - ボーカル
- Antonio Ieva - ベース

### 旧メンバー
- Stefan Bertolla - ギター
- Peter Waldstätter - ベース
- Stefan Fronk - ボーカル
- Andreas Mailänder - ベース
- Marcus Jürgens - ボーカル
- Henning Basse - ボーカル

## ディスコグラフィー
- Hungry（1997年）
- Unholy（1998年）
- Ambiguity（2000年）
- Metus Mortis（2001年）
- Soul Temptation（2003年）
- Liquid Monster（2005年）